# Вишванат Пратап Синг
Вишванат Пратап Синг (Алахабад, 25. јун 1931 — Њу Делхи, 27. новембар 2008) је био индијски политичар и племић који је служио као 7. премијер Индије од 1989 до 1990. Такође је 1941. постао последњи владар Манде. Синг је остао упамћен као премијер по својој одлуци да имплементира извештај Мандалове комисије о уназађеним кастама.

## Премијер (1989–90)
Синг је био на дужности премијера мало краће од годину дана, од 2. децембра 1989 до 10. новембра 1990. Након избора у марту 1990, Сингова владајућа коалиција је успоставила контролу над оба дома индијског парламента. За ово време, Џаната дал је дошла на власт у пет индијских држава, а партије чланице Националног фронта у још две. Џаната дал је такође делила власт у Керали и у Раџастану (подржавала владу партије Баратија џаната споља).
Синг је одлучио да оконча неуспешну операцију Индијске војске у Шри Ланки коју је његов претходник, Раџив Ганди, покренуо како би се борио против тамилског сепаратистичког покрета.
В. П. Синг се суочио са првом кризом пар дана након што је постао премијер, кад су кашмирски милитанти киднаповали ћерку његовог министра унутрашњих послова, Муфти Мохамеда Сајида (бившег главног министра Џаму и Кашмира). Његова влада је прихватила захтеве отмичара да пусти заробљене милитанте; делом да би умирио олују критика које су уследиле, убрзо потом је поставио Џагмохана Малхотру, бившег бирократу за гувернера Џаму и Кашмира, на инсистирање партије Баратија Џаната. ситуација се погоршала и дошло је до егзодуса кашмирских Индуса.
У Панџабу, Синг је заменио тврдокорног гувернера Сидарту Шанкара Раја још једним бившим бирократом, Нирмалом Кумаром Мукарџијем, који је убрзао планове за нове изборе. Сам Синг је организовао медијски врло пропраћену посету Златном храму како би тражио опроштај за операцију Плава звезда и комбинација ових догађаја је довела до тога да дуготрајна побуна у Панџабу значајно утихне у неколико месеци.
Такође је осујетио покушаје Пакистана под Беназир Буто да започне гранични рат са Индијом.

### Извештај Мандалове комисије
Синг је желео да на националном нивоу ради на питањима друштвене правде, што би, додатно, консолидовало подршку коју је кастинска коалиција пружала Џанати дал у северној Индији, и стога је одлучио да спроведе у дело препоруке Мандалове комисије, које су предлагале да фиксна квота свих радних места у јавном сектору буде резервисана за припаднике историјски обесправљених група означених као остале уназађене класе. Ова одлука је довела до раширених протеста омладине виших каста у урбаним областима северне Индије. Одлуку о резервисању радних места је потврдио Врховни суд 2008.